# Rue Émile Steeno
 (août 2025).
Motif : Rue sans notoriété évidente. Sources secondaires semblent absentes.
- Archive Wikiwix
- Bing
- Cairn
- DuckDuckGo
- E. Universalis
- Gallica
- Google
- G. Books
- G. News
- G. Scholar
- Persée
- Qwant
- (zh) Baidu
- (ru) Yandex
- (wd) trouver des œuvres sur Wikidata

| 1. | Préciser le motif de la pose du bandeau. | Précisez le motif de la pose du bandeau en utilisant la syntaxe suivante : {{admissibilité à vérifier\|date=août 2025\|motif=remplacez ce texte par le motif}}                        |
| 2. | Informer les utilisateurs concernés.     | Pensez à avertir le créateur de l'article, par exemple, en insérant le code ci-dessous sur sa page de discussion : {{subst:avertissement admissibilité à vérifier\|Rue Émile Steeno}} |

 (août 2025).
Si vous disposez d'ouvrages ou d'articles de référence ou si vous connaissez des sites web de qualité traitant du thème abordé ici, merci de compléter l'article en donnant les références utiles à sa vérifiabilité et en les liant à la section « Notes et références ».
La rue Émile Steeno est une rue bruxelloise de la commune d'Auderghem dans le prolongement de la rue Émile Idiers qui va de l'avenue de la Sablière à l'avenue de Waha sur une longueur de 190 mètres.

## Historique et description
Sous l’actuelle rue Steeno, dûment asphaltée, passe la Woluwe. Elle y coulait jadis à ciel ouvert, accompagnée par un sentier au-dessus d’une digue la séparant des étangs proches. 
L’Atlas des Communications Vicinales (1843) décrit le sentier n° 38 du nom de Langegrachtdam (traduit : Digue du long fossé). Ce chemin partait de l’actuelle chaussée de Wavre et avait une largeur de 1,65 m et était long de 1.050 m menant jusqu’à Woluwe-Saint-Pierre.
Le ruisseau de la Woluwe fut voûté peu après la Seconde Guerre mondiale et sur son lit fut aménagée la rue actuelle.
Le 6 avril 1959, le collège lui donna son nom en la mémoire du soldat Émile Steeno, né le 16 mai 1893 à Auderghem, tué le 22 avril 1918 à Ligugé en France lors de la Première Guerre mondiale.
Abords
Un côté de la rue est occupé par les bâtiments d'institutions flamandes : le Lutgardiscollege, la crèche Sloeberke et la maison de jeunes Alleman.